# 康星民
康星民（1979年7月23日—），韓國男演員。曾在2018年使用藝名康泰星，一年後又改回使用本名。

## 演出作品

### 電視劇
- 1997年：KBS《奔跑》
- 1999年：KBS《愛我好不好》
- 2002年：KBS《明成皇后》飾演 李鋼
- 2007年：SBS《那女人好可怕》飾演 何慶彪
- 2008年：KBS《傳說的故鄉》
- 2010年：KBS《推奴》飾演 昭顯世子
- 2010年：SBS《唐突的女人》飾演 王世俊
- 2011年：SBS《49天》飾演 盧慶彬
- 2011年：OCN《神的測驗2》飾演 鄭仁浩（第3集）
- 2011年：SBS《樹大根深》飾演 尹必
- 2011年：JTBC《仁粹大妃》飾演 蔡壽
- 2012年：Channel A《Happy Ending》
- 2012年：SBS《幽靈》飾演 楊勝載
- 2012年：SBS Plus《Oh! My God X2》
- 2012年：MBC《武神》
- 2012年：KBS《加油，金先生！》飾演 李浩慶
- 2013年：OCN《特殊案件專案組TEN2》飾演 陶成規（第6集）
- 2013年：tvN《幻想巨塔》飾演 成泰俊
- 2013年：tvN《籃球》飾演 吳仁秀
- 2013年：SBS《好好長大的女兒荷娜》飾演 金鎮哲
- 2014年：KBS《Drama Special－怪物》
- 2014年：OCN《能看見鬼的警察處容》飾演 崔勇俊（客串第6集）
- 2014年：SBS《清潭洞醜聞》飾演 卜成皓
- 2015年：KBS《Blood》飾演 朱仁浩
- 2015年：MBC《憤怒的媽媽》飾演 鄭檢察官（客串第15、16集）
- 2015年：MBC《像你的女兒》飾演 姜賢宇
- 2017年：SBS《被告人》飾演 尹泰修
- 2017年：SBS《再次重逢的世界》飾演 朴東錫
- 2017年：SBS《Bravo My Life》飾演 金俊豪
- 2018年：SBS《Return》飾演 外國進口車經銷商（特別出演）
- 2018年：KBS《讓開，命運啊》飾演 崔時宇
- 2019年：KBS《太陽的季節》飾演 崔太俊的秘书
- 2020年：KBS《危險的約定》飾演 崔俊赫
- 2021年：tvN《The Road：1的悲劇》飾演 吳長浩
- 2024年：KBS《美女與純情男》飾演 車奉受

### 電影
- 2000年：《死亡錄播》
- 2002年：《Sex Of Magic》
- 2006年：《Blue Sky》

### MV
- 1999年：曹誠模《不滅的愛》
- 2006年：李文世《不明白嗎》

## 外部連結
- 康星民的Instagram帳戶
- YouTube上的康星民頻道